# جائحة فيروس كورونا في أوقيانوسيا
يوثق هذا المقال البلدان المتأثرة بجائحة فيروس كورونا 2019–20 في أوقيانوسيا، والذي تسببه فيروسات تاجية مسؤولة عن هذا الوباء الذي سُجل لأول مرة في ووهان، الصين. وقد لا يشمل جميع الردود والتدابير المتخذة.

## خلفية
في 12 يناير 2020، أكدت منظمة الصحة العالمية عن ظهور فيروس كورونا المستجد كسبب للمرض التنفسي الذي أصاب مجموعة من الأشخاص في مدينة ووهان، مقاطعة خوبي، الصين، إذ أُبلغ عنهم إلى منظمة الصحة العالمية في 31 ديسمبر 2019. كانت نسبة الوفيات بين الحالات المُشخصة بكوفيد-19 أقل بكثير من جائحة فيروس سارس في عام 2003، لكن انتقال العدوى كان أكبر، والوفيات أيضًا.

## الوباء حسب البلد

### أستراليا
- 1 مارس 2020، أُفيد أن رجلاً يبلغ من العمر 78 عامًا من غرب أستراليا، كان على متن سفينة أميرة الألماس، مات بعد إصابته بالفيروس، وهو أول شخص يموت بسبب فيروس كورونا في أستراليا.[6][7]
- 7 مارس 2020، ارتفع عدد الحالات المؤكدة في أستراليا إلى 63 حالة: 11 في كوينزلاند، 9 في فيكتوريا، 28 في نيو ساوث ويلز، 6 في جنوب أستراليا، 3 في غرب أستراليا، و 10 على متن سفينة أميرة الألماس. وأفادت التقارير أن 22 من هذه الحالات قد تعافت، بينما توفت حالتان.[8]

### تشيلي

#### جزيرة القيامة
- في 19  مارس 2020: أمرت الحكومة المحلية لجزيرة القيامة بإغلاق الجزيرة، وطلبت من شركة لاتام الجوية إخلاء جميع السياح في الجزيرة.[9] ومع ذلك، في 24 مارس 2020، تم الإبلاغ عن أول إصابة بفيروس كورونا في الجزيرة.[10]

### فيجي
- 21 مارس 2020، أكدت فيجي حالتها الثانية، وكانت أول حالة انتقال محلي من خلال الاتصال بالأسرة. هوي والدة أول مريضة ودخلت في مستشفى نادي. وتم وضع بقية أفراد الأسرة في الحجر الصحي ويخضعون للمراقبة.[11]

### فرنسا

#### فرنسا (بولينيزيا الفرنسية)
- 11 مارس 2020، تم تأكيد أول حالة في بولينيزيا الفرنسية. وكانت ماينا سيج، عضو الجمعية الوطنية الفرنسية.[12]

### نيوزيلاندا
- حتى 16 مارس 2020 أبلغت نيوزيلندا عن ثماني حالات مؤكدة.[13] الحالة الأولى، التي تأكدت في 26 فبراير، كانت لمواطن وصل من إيران.[14] وتتعلق الحالة الثانية بمواطن عائد من شمال إيطاليا.[15] حدث أول انتقال محلي للفيروس في 4 مارس، وكان في أوكلاند.[16]

### بابوا غينيا الجديدة
- 20 مارس 2020، تم تأكيد أول حالة في بابوا غينيا الجديدة.[17]

### الولايات المتحدة

#### غوام
- في 15 مارس 2020، تم تأكيد أول ثلاثة حالات إصابة في الإقليم.[18] وفي 17 مارس، ارتفع عدد الحالات المصابة إلى 5 حالات.[19]

#### هاواي
- حتى 20 مارس 2020 كان هناك 37 حالة مؤكدة في هاواي.[20]

## الوقاية في البلدان والأقاليم الأخرى

### أستراليا

#### جزيرة نورفولك
- حتى 20 مارس 2020، لم يكن لدى جزيرة نورفولك أي حالات. وكإجراء وقائي، فرضت الحكومة حظر السفر لمدة 32 يومًا وأعلنت حالة الطوارئ.[21] وذكر المدير إريك هاتشينسون أن التدابير ضرورية بسبب الإمكانيات الصحية المحدودة للغاية للجزيرة النائية.[21]

### فيجي
- في 3 فبراير 2020، شددت حكومة فيجي أمن الحدود. حيث أغلقت الحدود، كما أنها لم تسمح للرعايا الأجانب الذين كانوا في بر الصين الرئيسي بالدخول إلى فيجي إلا بعد 14 يومًا من وصولهم المطار.[22] وكما قامت باتخاذ تدابير للحفاظ على بيئة صحية وفحص الركاب المرضى على متن الطائرة لتقليل أي مخاطر.[23]
- في 27 فبراير 2020، وسّعت فيجي حظر السفر، وأعلنت أن المسافرين القادمين من إيطاليا، وإيران، وكوريا الجنوبية، ودايغو، وتشيونغدو ممنوعين من الدخول.
- في 28 فبراير 2020، طُلب من جميع السفن السياحية التي تدخل فيجي القيام بأول مرسى في موانئ سوفا ولاوتوكا، وإخضاع الركاب لفحوصات طبية.[24]
- في 15 مارس 2020، أعلن رئيس الوزراء فرانك باينيماراما منع السفن السياحية من الرسو في أي مكان في فيجي، اعتبارًا من 16 مارس، وعدم السماح بالفعاليات الدولية في فيجي. كما تم منع الوزراء والموظفين الحكوميين من السفر إلى الخارج.[25]
- في 19 مارس 2020، أغلقت جميع المدارس والشركات غير الضرورية في لاوتوكا.
- في 20 مارس 2020، أعلنت وزيرة التعليم والتراث والفنون روزي أكبر بالتشاور مع رئيس الوزراء تقديم الإجازة الوطنية للفصل الدراسي إلى الفترة من 23 مارس 2020 إلى 3 أبريل 2020 بدلا من الفترة من 20 أبريل 2020 إلى 1 مايو 2020. وستعلق خطوط فيجي الجوية جميع الرحلات الجوية الدولية حتى نهاية شهر مايو، باستثناء الرحلات مرتين أسبوعيا بين سنغافورة ونادي.

### فرنسا

#### واليس وفوتونا
- في 4 مارس 2020، رفضت واليس وفوتونا، السماح لسفينة سياحية بالرسو بسبب مخاوف من الإصابة. كما أن هناك إمكانية رفض دخول سفينة أخرى بحلول نهاية الشهر.[26]

### كيريباتي
- في 1 فبراير 2020، قامت حكومة كيريباتي بتعليق جميع التأشيرات من الصين وطلبت وصول الوافدين الجدد لملء استمارة صحية والمسافرين من البلدان المصابة بالفيروس التاجي لتطبيق فترة الحجر الصحي الذاتي.[27]

### جزر مارشال
- في 24 يناير 2020، أصدرت جمهورية جزر مارشال مذكرة سفر تقضي بأن أي زائر إلى البلد عليه أن يقضي 14 يومًا على الأقل في بلد خالٍ من الفيروس.[28]
- في 11 مارس 2020، تم تمديد الحظر ليشمل الصين وماكاو وهونج كونج واليابان وكوريا الجنوبية وإيطاليا وإيران.[29]
- في 18 مارس 2020، تم حظر جميع الرحلات الدولية القادمة مؤقتًا، بالإضافة إلى بعض خدمات الطيران داخل الجزيرة.

### ميكرونيسيا
- في 3 فبراير 2020، وقع ديفيد و. بانويلو، رئيس ولايات ميكرونيسيا المتحدة، إعلانًا يمنع مواطني ميكرونيسيا من السفر إلى الصين والدول المتضررة الأخرى.[30]
- في 5 مارس 2020، كانت ميكرونيسيا قد فرضت حظرًا صارمًا على السفر، وحظرت أي شخص كان في الصين في أي وقت منذ يناير 2020، أو كان في أي بلد آخر متأثر في الأيام الـ 14 الأخيرة، من دخول ميكرونيسيا.[31]
- في 18 مارس 2020، تم إغلاق جميع المدارس في البلاد.[32]

### ناورو
- حتى 17 مارس 2020، لم تكن هناك حالات. لكن الحكومة أعلنت حالة الطوارئ الوطنية كإجراء وقائي، وعلقت جميع الرحلات الأسبوعية باستثناء رحلة واحدة إلى البلاد وفرضت الحجر الصحي على جميع الوافدين لمدة 14 يومًا.[33]

### نيوزيلندا

#### جزر كوك
- حتى 20 مارس 2020، لم يكن هناك أي حالات في أراضي نيوزيلندا. وكإجراء وقائي، تم إلغاء معظم الرحلات الدولية والعديد من الرحلات بين الجزر، وأيضًا إلغاء العمليات الجراحية غير الضرورية.[34][35][36]

#### نييوي
- حتى 20 مارس 2020، لم تكن هناك حالات مسجلة للإصابة بالفيروس. وكإجراء وقائي، منعت الحكومة الزائرين من الدول المتأثرة.[37]

#### توكلو
- حتى 20 مارس 2020، لم تكن هناك حالات في مسجلة. وكإجراء وقائي تم منع القوارب القادمة من الدول المتضررة من الرسو.[37]

### بالاو
- أصدر رئيس بالاو توماس ريمنجساو جونيور أمراً تنفيذياً بتعليق جميع الرحلات الجوية المستأجرة من الصين وماكاو وهونغ كونغ اعتبارًا من 1 إلى 29 فبراير 2020.[38]

### بابوا غينيا الجديدة
- حظرت حكومة بابوا غينيا الجديدة جميع المسافرين من «البلدان الآسيوية» وأغلقت حدودها مع إندونيسيا. بدأ سريان الأمر من 30 يناير.[39][40]

### ساموا
تم تقييد السفر إلى ساموا بشكل صارم في محاولة لمنع تفشي فيروس كورونا في البلاد. ويجب على القادمين قبل دخول البلاد، قضاء 14 يومًا على الأقل في بلد خالٍ من الفيروس، بالإضافة إلى إتمام تصريح طبي.
- في 28 يناير 2020 وُضع اثنان من مواطني ساموا، الذين توقفوا لفترة وجيزة في الصين، في الحجر الصحي لمدة أسبوعين في مستشفى مقاطعة فاليولو.[42][43] كما تم إجلاء ثلاثة طلاب وطالب سابق بمساعدة من نيوزيلندا.[44]
- في 9 فبراير 2020، مُنع ثمانية من مواطني ساموا قادمين من الهند عبر سنغافورة، من دخول البلاد، حيث بقوا في سنغافورة.[45]
- في 22 فبراير 2020، منعت ساموا جميع سفن الرحلات البحرية من زيارة البلد.[46]
- في 29 فبراير 2020، أعلنت الحكومة فرض قيود على السفر بالطائرة، مع تخفيض عدد الرحلات الدولية إلى ساموا من 2 مارس.[47]
- في 18 مارس 2020، أبلغت ساموا عن أول حالة مشتبه فيها بفيروس كورونا، وهو شخص سافر من نيوزيلندا. تم أخذ عينات جسدية من الشخص إلى ملبورن لفحصها.[48][49] وكإجراء وقائي، طلبت حكومة ساموا من جميع المسافرين بمن فيهم مواطني ساموا الخضوع لفحص طبي عند عودتهم.[50] وفي 20 مارس، أعلنت ساموا حالة الطوارئ، وأغلقت حدودها أمام جميع المواطنين باستثناء العائدين.[51]
- في 21 مارس 2020، أكدت وزارة الصحة في ساموا أنه تم اختبار ثماني حالات مشتبه بإصابتها ب(كوفيد-19). وجميع الحالات لديها تاريخ سابق في السفر أو الاتصال بأقاربهم الذين سافروا إلى الخارج.[52][53]
- في 22 مارس 2020، أعلن رئيس الوزراء توفوغا إيفي أن أول حالة مشتبه فيها لـ كوفيد-19 قد تم شفاؤها من الفيروس. وبينما أكد أن ست من الحالات الثمانية المشتبه فيها كانت نتائج اختبارها سلبية للفيروس التاجي، فإنها لا تزال بانتظار نتائج الاختبار للمريضين المتبقيين من نيوزيلندا.[54] وفي اليوم نفسه، أوقفت ساموا أيضًا السفر الجوي مع أستراليا وقيّدت الرحلات الجوية من نيوزيلندا.[55]

### جزر سليمان
- حتى 17 مارس 2020، لم تكن هناك حالات. وكإجراء وقائي، قامت الحكومة بتكثيف عمليات المراقبة على الزوار الوافدين، وفرضت قيودًا على الزوار الذين زاروا الدول المتفشي فيها المرض.[56]

### تونغا
- حتى 18 مارس 2020، لم تكن هناك حالات في البلاد. وكإجراء وقائي، تم وضع العديد من القيود على السفر والحجر الصحي.[33] كما تم منع السفن السياحية واليخوت من الرسو في البلاد.[57]

### توفالو
- حتى 20 مارس 2020، لم تكن هناك حالات في البلاد. وكإجراء وقائي، لن يُسمح للقادمين بالدخول دون الخضوع لأول مرة لحجر لمدة 14 يومًا في دولة أخرى.[58]

### المملكة المتحدة

#### جزر بيتكيرن
- حتى 20 مارس 2020، لم تكن هناك حالات في الأراضي البريطانية. وكإجراء وقائي، تم تعليق جميع خدمات الركاب إلى الجزر.[59]

### الولايات المتحدة

#### ساموا الأمريكية
حتى 24 مارس 2020، لم يكن لدى الأراضي الأمريكية أي حالات.
- في 6 مارس 2020، أدخلت حكومة ساموا الأمريكية قيودًا جديدة على الدخول بما في ذلك تقييد أرقام الرحلات الجوية وإلزام المسافرين من هاواي بحجر أنفسهم، وقضاء 14 يومًا فيها، والحصول على تصريح صحي من السلطات الصحية.[60]
- في 11 مارس 2020، تم تشكيل فريق عمل حكومي للتعامل مع الفيروس وتم وضع إجراءات الحجر الصحي للزوار الوافدين.[61]
- في 14 مارس 2020، طُلب من نصف الركاب البالغ عددهم 210 ركاب الذين كانوا على متن رحلة طيران هاواي عائدة أن يقوموا بالحجر الذاتي في المنزل. بعد رحلة إلى البر الرئيسي للولايات المتحدة،[62] وفي 16 مارس، عزل الحاكم لولو ماتالاسي موليجا نفسه كإجراء وقائي.[63]

#### جزر ماريانا الشمالية
- حتى 17 مارس 2020، لم تكن هناك حالات في الأراضي الأمريكية. كإجراء وقائي، أغلق الحاكم رالف توريس المدارس والمكاتب الحكومية.[64]
- في 28 مارس 2020، أكدت أو حالتي إصابة بالفيروس.[65]

### فانواتو
- حتى 28 مارس 2020، لم تكن هناك حالات في البلاد. تم وضع قيود على السفر وإجراءات الحجر الصحي للذين يدخلون البلاد.[66] في 22 مارس، أكدت السلطات الصحية في فانواتو أن نتيجة الفحوصات التي أجريت لعامل منتجع يشتبه في إصابته بفيروس كورونا كانت سلبية. وفي 26 مارس أعلن الرئيس تاليس أوبد موسيس حالة الطوارئ في البلاد،[67] بعد أن ثبت أن سائحًا على متن سفينة سياحية يزور جزيرة أنيتيوم كان تحاليله إيجابية للفيروس، مما أدى إلى إغلاق الجزيرة.[67]

## روابط خارجية
- خريطة الفيروس التاجي في جميع أنحاء العالم، الحالات المؤكدة - رسم خرائط لمسارات الحالات المؤكدة لفيروس كورونا.
- ncov - CSSE - خريطة توسع الفيروس في أوروبا والعالم